# Клад из Шрусбери

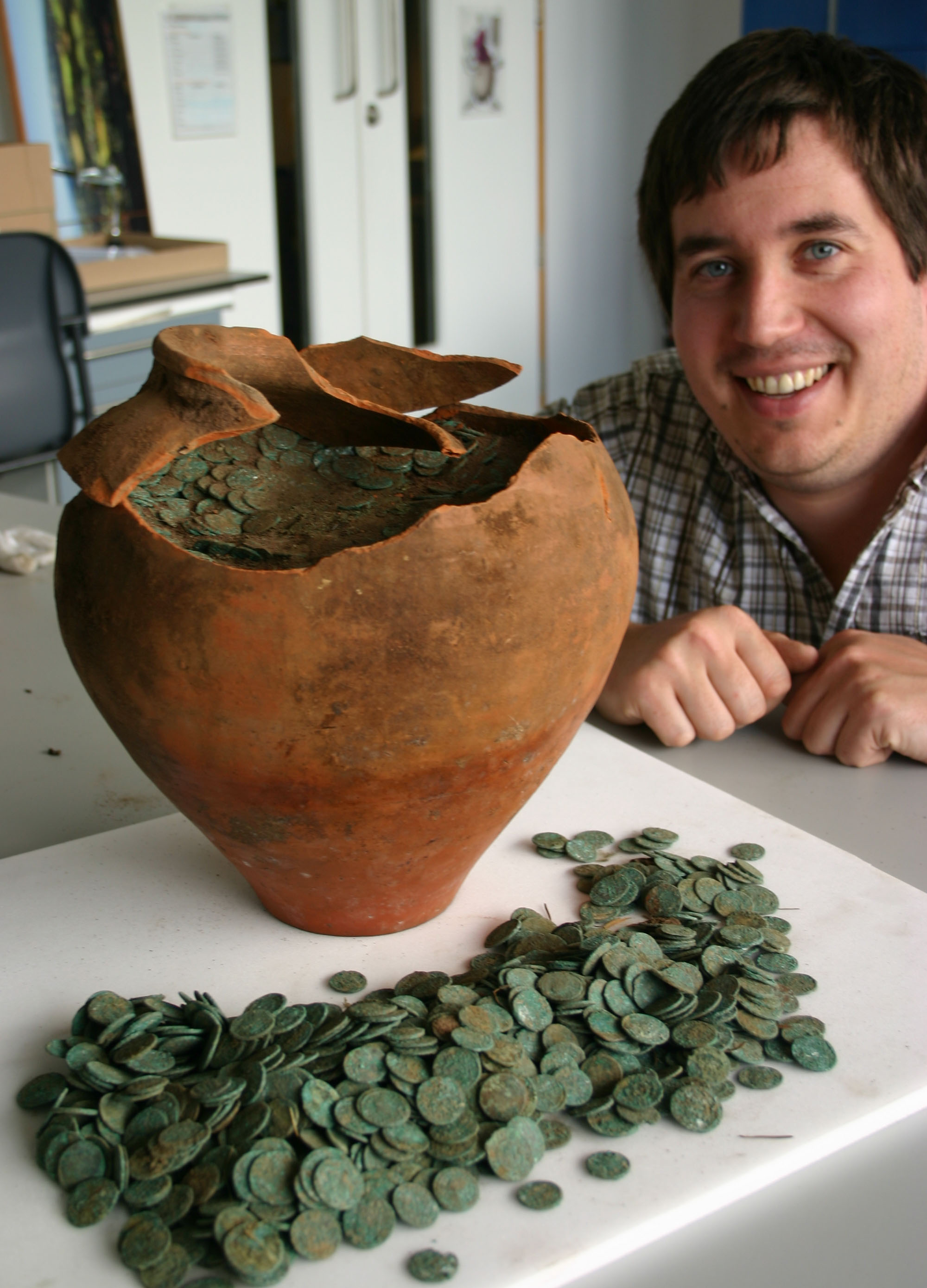
Питер Ривилл и глиняный горшок с монетами.

Клад из Шрусбери (англ. Shrewsbury Hoard), известный также как клад из Шропшира (англ. Shropshire Hoard) — клад из примерно 10 000 римских монет, обнаруженный Ником Дэвисом (англ. Nick Davies) при помощи металлоискателя в поле близ Шрусбери, в Шропшире в августе 2009 года.

## Находка и раскопки
Монеты были найдены Дэвисом в глиняном горшке, закопанном в землю на вспаханном поле, спустя всего лишь месяц после того, как он увлёкся металлодетекцией, и были его первой находкой. Хотя у Дэвиса не было разрешения от землевладельца на поиск сокровищ, он самостоятельно извлёк из земли находку, чтобы показать Питеру Ривиллу (норв. Peter Reavill), координатору программы «Свод принципов работы с малыми историческими находками» (англ. Portable Antiquities Scheme (PAS)) по находкам в Херфордшире и Шропшире. Позже Дэвис привёл Ривилла и археологов Шропширского совета на место находки, где они произвели небольшие раскопки. Раскопки показали, что горшок, вероятно, был помещён в землю не заполненным доверху и время от времени пополнялся, после чего был накрыт большим камнем-меткой. Верхняя часть горшка при этом отвалилась, и ещё около 300 монет было обнаружено в россыпи вблизи места находки. Общий вес горшка и монет составлял около 32 кг (71 фунт).

## Содержимое клада
Римские монеты-нумми из бронзы и посеребрённой бронзы, датируемые 320—340 годами н.э., т.е. периодами позднего правления Константина I и совместного правления его троих сыновей: Константина II, Констанция II и Константа.

## Значение
Хотя отдельные монеты не обладают особой ценностью, их большое количество делает клад важной находкой. Ривилл предположил, что, поскольку Британия экспортировала продукты питания в другие части Римской империи, монеты могли быть платой фермеру или общине за урожай, и что они, будучи закопанными из соображений безопасности, могли по мере необходимости забираться из горшка.

## Экспозиция
Клад был отправлен в Британский музей для очистки и консервации.
Музейная служба Совета округа Шропшир (англ.) заявила о желании получить клад обратно после его оценки Комитетом по оценке кладов (англ.), чтобы выставить его в составе постоянной экспозиции музея Шрусбери.